# Puerto de San Nicolás de los Arroyos

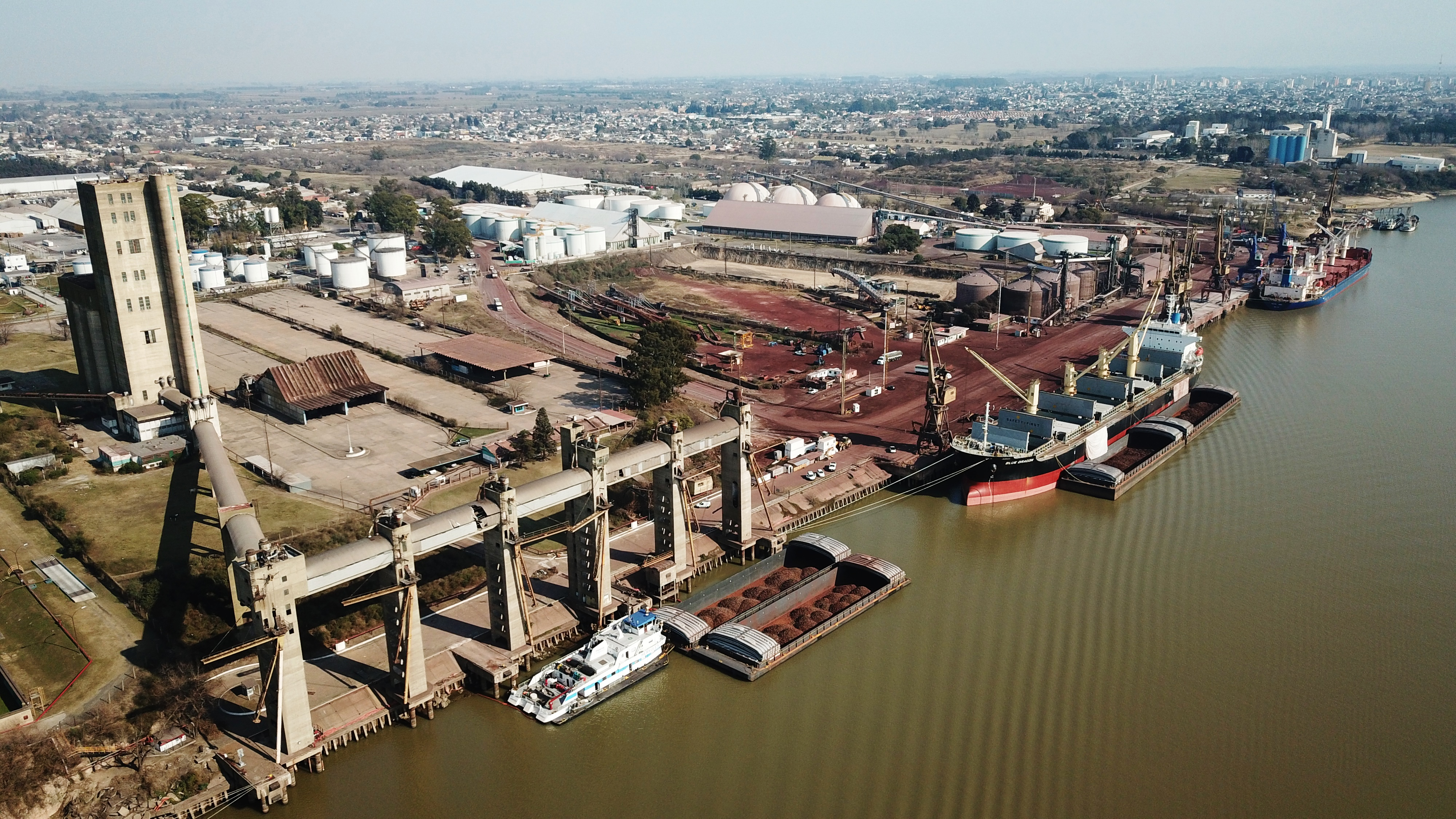
Estas son las instalaciones del puerto de San Nicolás y su elevador de granos.

El puerto de San Nicolás de los Arroyos es un puerto de ultramar y de cabotaje, en la costa occidental del curso inferior del río Paraná ("km 343") en Argentina, localizado en la jurisdicción del partido de San Nicolás, provincia de Buenos Aires. Posee una profundidad de canal de 34 pies, y es capaz de servir enormes navíos que suben desde el mar Argentino a través del Río de la Plata.
El puerto es accesible por carretera con la RN 188, cuyo "km 0" se encuentra precisamente en este puerto. Sus principales exportaciones son cereales (granos y subproductos) y acero. Lo maneja la 'Autoridad Portuaria de la Provincia de Buenos Aires, miembro del Consejo Portuario Argentino. En 2013 la gobernación  llevó a cabo la obra que permitió la prolongación del Muelle Norte del puerto de San Nicolás,  la construcción de un pavimento de hormigón armado en una longitud de 250 metros de muelle. Será apto para la carga y descarga de productos siderúrgicos, fertilizantes, sólidos a granel, alcohol etílico y derivados de hidrocarburos, con una inversión de 250 millones de pesos.
Por carretera cuenta con conexión a la autopista Buenos Aires - Rosario y Rutas Nacionales 9 y 188. El Puerto es uno de los extremos del corredor bioceánico San Nicolás - Talca en Chile a través del paso fronterizo Pehuenche. Posee acceso ferroviario de trocha ancha hasta el pie mismo de las grúas pórtico, contando con una parrilla ferroviaria de maniobras de 5 km., ingresando el Ferrocarril Mitre, el  Ferrocarril Buenos Aires al Pacífico y el Ferro Expreso Pampeano. La parrilla de maniobras permite la operación de 120 vagones. El es de tipo multipropósito, ya que opera con productos derivados de la siderurgia, minerales, fertilizantes, etanol, cereales y derivados de hidrocarburos. Cuenta con cinco grúas de origen húngaro y dispone de servicios auxiliares de provisión de agua y energía eléctrica.